# Sam Harris
Sam Harris (Los Angeles, 9. travnja 1967.), američki autor, neuroznanstvenik te suosnivač i izvršni direktor Project Reasona. Autor je Kraja vjere, koja je objavljena 2004. te se nalazila na New York Timesovom best seller popisu 33 tjedna. Knjiga je također dobitnica nagrade PEN/Martha Albrand 2005. Godinu kasnije objavljuje Pismo kršćanskoj naciji, odgovor kritikama na Kraj vjere. Uslijedio je Moralni pejzaž 2010., esej u dugom obliku Laganje 2011., kratka knjiga Slobodna volja 2012., te Buđenje: Vodič ka duhovnosti bez religije u 2014.